# Boeing F/A-XX
El Boeing F/A-XX es el nombre de un programa en desarrollo  y adquisición para un futuro caza de superioridad aérea de sexta generación para reemplazar el F/A-18E/F Super Hornet de la Armada de los Estados Unidos y complementar el F-35C a partir de la década de 2030. Se identificó por primera vez un requisito en junio de 2008.
Se espera que el F/A-XX sea el componente de combate y la pieza central de la familia de sistemas Next Generation Air Dominance (NGAD) de la Marina. Aunque tiene el mismo nombre, este programa es distinto del programa NGAD de la Fuerza Aérea de EE. UU.

## Requisitos

### Caza de superioridad aérea con capacidades polivalentes
Una representación temprana de un diseño propuesto de Boeing F/A-XX
En abril de 2012, la Marina emitió una solicitud formal de información para el F/A-XX. Requiere un caza de superioridad aérea con capacidades polivalentes para complementar inicialmente y eventualmente reemplazar a los aviones F/A-18E/F Super Hornet y EA-18G Growler en la década de 2030, al mismo tiempo que complementa a los aviones no tripulados F-35C Lightning II y UCLASS, que puede operar en entornos de negación de acceso/área. Las misiones principales incluyen combate aéreo, aire-aire, ataque terrestre, guerra de superficie y apoyo aéreo cercano. Los requisitos de la plataforma incluyen capacidades supercrucero, así como características, sensores y radares sigilosos avanzados de próxima generación con adaptabilidad de red. Las misiones y capacidades adicionales incluyen reabastecimiento de combustible aire-aire, reconocimiento, vigilancia y adquisición de objetivos (RSTA), y guerra electrónica y sus contramedidas. Las operaciones tripuladas, no tripuladas y opcionalmente tripuladas para una plataforma altamente adaptable serán parte del nuevo sistema. Se busca el F/A-XX, ya que los F/A-18 Super Hornets llegarán al final de sus 9000 horas de vida útil a principios de la década de 2030. Además de la opción de comprar más F-35C, el F/A-XX busca crear un nuevo avión para reemplazar la capacidad y el conjunto de misiones del Super Hornet. Así como el F-35C reemplazará a los antiguos F/A-18 Hornets y complementará a los Super Hornets, el F/A-XX reemplazará a los antiguos Super Hornets en la década de 2030 y complementará al F-35C.

### Máxima conectividad y sensores
Aunque la plataforma F/A-XX será un avión de combate de sexta generación, la Marina se resiste a hablar de un nuevo avión porque el proyecto aún se encuentra en las primeras etapas de desarrollo. Se puede explorar una gama de tecnologías de próxima generación, incluida la máxima conectividad de sensores y "máscaras inteligentes" configuradas electrónicamente. La máxima conectividad se refiere al aumento masivo de la tecnología de sensores y comunicaciones, como tener la capacidad de conectarse con satélites, otras aeronaves y cualquier cosa que proporcione información del campo de batalla en tiempo real. Las máscaras inteligentes tendrían sensores y componentes electrónicos integrados en el fuselaje de la aeronave para aumentar el rendimiento del sensor al tiempo que reducen la resistencia y aumentan la velocidad y la maniobrabilidad.

### Arquitectura abierta
Se desea un diseño de arquitectura abierta, por lo que se pueden conectar diferentes sensores, cargas útiles y armas para una misión específica, y se pueden mover para múltiples misiones diferentes en diferentes días o salidas diferentes. Es probable que el diseño de arquitectura abierta resultante tome forma según el estilo del nuevo sistema de propulsión que presente la industria aeronáutica.

### Propulsión
La Armada está trabajando con la Fuerza Aérea de los Estados Unidos en un caza táctico de próxima generación con capacidad de supercrucero, y existe un desacuerdo significativo sobre las afirmaciones de la Fuerza Aérea de que la tecnología de motor a reacción de ciclo adaptativo, donde se pueden hacer las proporciones de flujo de aire de derivación y compresión. variable para mejorar la eficiencia, se puede escalar para beneficiar a un caza basado en portaaviones.

### Nuevo espectro de armas
El Jefe de Operaciones Navales, Jonathan Greenert, especuló en febrero de 2015 que el F/A-XX no dependería principalmente de la velocidad o el sigilo tanto como los aviones de combate de la generación anterior debido a una mejor detección de firmas y a la proliferación de armas antiaéreas de alta velocidad. En cambio, además de sus características de protección proporcionadas por sus características de sigilo, tecnologías, maniobrabilidad y velocidad, el caza debe llevar una amplia gama de nuevo espectro de armamento avanzado para abrumar o suprimir las defensas aéreas enemigas y garantizar la supervivencia y la superioridad. Un enfoque podría crear un F/A-XX de costo mínimo que use armas de alto rendimiento y alto costo para vencer las amenazas; según el Naval Integrated Fire Control-Counter Air (NIFC-CA) del concepto de la Armada de red de batalla, una plataforma individual no necesitaría tener un conjunto completo de sensores y depender de información externa vinculada a datos de otras plataformas para proporcionar información de orientación y guiar las armas lanzadas desde la plataforma. Las plataformas F/A-XX se fabricarán para transportar misiles, tendrán sistemas de energía y enfriamiento para armas de energía dirigida y tendrán sensores que pueden apuntar a objetivos pequeños de sección transversal de radar; se están explorando plataformas de guerra cibernética a nivel táctico como parte de una familia de sistemas.

### Carga útil aumentada
La capacidad de carga útil total, el alcance y la variedad de armamento y equipo del F/A-XX al menos igualarán o probablemente superarán la plataforma actual, es decir, la capacidad y capacidades de carga útil de Super Hornet.

### Sin tripulación
En mayo de 2015, el secretario de Marina, Ray Mabus, declaró que el F/A-XX debería ser una plataforma con la capacidad de operación autónoma no tripulada opcional. El esfuerzo puede producir una familia de sistemas para reemplazar las capacidades de los F/A-18E/F y EA-18G en lugar de un solo fuselaje, y la Armada ahora está realizando un análisis de alternativas para su aeronave de próxima generación en colaboración con la Fuerza Aérea. Greenert favorece una aeronave tripulada opcionalmente para una sección modular que puede albergar un piloto o más sensores.

### Compatible con portaaviones
La aeronave debe ser capaz de operar desde portaviones de la clase Nimitz y de la clase Gerald R. Ford.

## Desarrollo
El diseño conceptual del Boeing F/A-XX a partir de 2013
En julio de 2009, Boeing presentó públicamente por primera vez un concepto de caza de sexta generación para el requisito del programa F/A-XX, revelando oficialmente el desarrollo de su proyecto. Sus representaciones y conceptos mostraban un jet furtivo sin cola bimotor de dos asientos con un fuselaje de ala combinada. Con una cabina en tándem, Boeing reveló que está destinado a ser tripulado o no tripulado según la misión. El concepto de caza está en la categoría de peso de 40 000 lb (18 000 kg). El Northrop Grumman X-47B que fue elegido para el programa UCAS-D también ha sido propuesto para el esfuerzo F/A-XX.
Boeing presentó un concepto de caza de sexta generación F/A-XX actualizado en abril de 2013. El concepto es un caza furtivo bimotor sin cola disponible en configuraciones tripuladas y no tripuladas. Tiene canards, lo que generalmente compromete la sección transversal del radar frontal, pero la falta de una cola muestra un énfasis en el sigilo en todos los aspectos. También tiene entradas supersónicas sin desviador similares al F-35. La versión tripulada parece tener una visibilidad trasera restringida sin la ayuda de un sensor.
El 5 de marzo de 2025, Reuters informó que Lockheed Martin había sido eliminada del programa porque su diseño propuesto no cumplía los criterios necesarios para avanzar en la competencia. Esto dejó a Boeing y Northrop Grumman como los competidores restantes en el programa.

## Cronología del programa
En 2011, el Departamento de Defensa (DOD) planeó reemplazar los antiguos F/A-18C/D Hornets por 220 F-35. En marzo de ese año, un análisis de alternativas de la Marina mostró que podría comprar más aviones F-35C, desarrollar una nueva plataforma o hacer ambas cosas para su programa de combate NGAD. En un informe de mayo de 2011 al Congreso, el DOD reveló que estaba considerando comprar más cazas F-35C para reemplazar 556 Super Hornets.
El 9 de septiembre de 2014, la Marina anunció que en 2015 comenzaría un Análisis de alternativas (AOA) para el avión F/A-XX. Se celebrarían reuniones con la industria centradas en la construcción de nuevos aviones para cumplir con los requisitos, desarrollando una "familia de "sistemas" y discutiendo los sistemas de misión, la aviónica y los nuevos sistemas de armas de próxima generación.
El 4 de abril de 2019, RADM Scott D. Conn, director de Guerra Aérea en la Oficina del Jefe de Operaciones Navales, declaró que el Análisis de Alternativas (AoA) para el F/A-XX se completaría en la primavera de 2019, con un informe final previsto para el verano de 2019. Después de que se completó el F/A-XX AoA en junio de 2019, la Marina comenzó la fase de desarrollo del concepto del proceso de desarrollo. Sin embargo, surgieron preocupaciones sobre la financiación, y Bryan Clark del Instituto Hudson predijo que el programa evolucionaría hacia una modificación del F-35 o F/A-18 Super Hornet.
Hasta el año fiscal 2024, gran parte de la financiación del F/A-XX estaba oculta en un programa de acceso especial clasificado llamado Link Plumeria, uno de los programas de investigación y desarrollo más importantes del Departamento de Defensa. Debido a las limitaciones presupuestarias, la Armada propuso retrasar el F/A-XX en su solicitud de presupuesto para el año fiscal 2025 para centrarse en inversiones a corto plazo.